# Georg Årlin
Georg Adolf Wilhelm Årlin (Rödeby, 30 dicembre 1916 – Lövestad, 27 giugno 1992) è stato un attore svedese.

## Filmografia parziale
- Barabba (Barabbas), regia di Alf Sjöberg (1953)
- Gøngehøvdingen, regia di Annelise Hovmand (1961)
- Sussurri e grida (Viskningar och rop), regia di Ingmar Bergman (1972)
- Fanny e Alexander (Fanny och Alexander), regia di Ingmar Bergman (1982)

## Doppiatori italiani
- Sergio Graziani in Sussurri e grida